# Welf I de Bavaria
Welf I (n. 1035 – d. 6 noiembrie 1101, Pafos, Eparchia Pafou, Cipru) a fost duce al Bavariei sub numele Welf al IV-lea între 1070 și 1077 și din 1096 până la sfârșitul vieții.

## Viața și domnia
Welf a fost primul membru al  dinastiei Welfilor (ramura tânără a Casei d'Este).
Welf a fost fiul margrafului Azzo al II-lea de Este, margraf de Milano și al soției sale, Kuniza (Cunigunda) de Altdorf (d. înainte de 1055). Când unchiul său pe linie maternă, ducele Welf de Carintia (cunoscut și ca Welf al III-lea), a murit fără a avea urmași, Welf i-a moștenit proprietățile. Welf s-a căsătorit cu Ethelinde, fiica ducelui Bavariei, Otto de Nordheim.
Deși tatăl său, margraf d'Este, influențat de verișoara sa, Matilda de Toscana, a continuat cu fermitate să slujească interesele papalității, Welf, care moștenise Ducatul de Bavaria și ale cărui interese erau legate de Sfântul Imperiu Roman, a devenit susținător al imperiului.
Atunci când socrul său, ducele Otto al II-lea de Nordheim a trecut în tabăra adversarilor lui Henric al IV-lea pierzând astfel Ducatul de Bavaria, Welf a rămas loial  împăratului. Pentru a îndeplini poruncile acestuia, el a repudiat-o în 1070 pe soția sa, ducesa Ethelinda, iar fidelitatea i-a fost răsplătită la Crăciunul aceluiași an prin acordarea Ducatului de Bavaria pe care împăratul Henric al IV-lea i-l retrăsese lui Otto al II-lea de Nordheim. Acest eveniment a avut loc la Goslar în 1070 când Bavaria s-a supus fără opoziție noului duce, reprezentantul uneia dintre cele mai vechi familii din regiune. Repudierea ducesei, care putea fi văzută ca un act de injustiție, pare să nu îi fi adus lui Welf vreun prejudiciu.
Totuși în timpul Controversei pentru învestitură, Welf a schimbat tabăra, întorcându-se împotriva împăratului Henric și susținându-l pe papa Grigore al VII-lea. Astfel, el a acordat sprijin în martie 1077 alegerii lui Rudolf de Rheinfelden ca antirege. Papa și împăratul s-au reconciliat formal în 1076, însă în anul următor ostilitățile au fost reluate. Ca o consecință a repetatelor acte de rebeliune ale lui Welf, Henric i-a retras Ducatul de Bavaria. Cu toate acestea, sprijinit de susținătorii săi din Bavaria și ajutat de tatăl său din Italia, Welf a reușit să se mențină pe poziții, sfidând actul de proscriere impusă de împărat în mai 1077.
Welf s-a raliat principilor nemulțumiți care îl sprijineau pe Rudolf, într-un moment în care oricine nu urma direcția dorită de papalitate era pasibil de a fi excomunicat. Papa Grigore al VII-lea a murit însă în 1085, iar succesorii săi în Statul papal manifestau mult mai puțină implicare în chestiunile ce țineau de Sfântul Imperiu Roman. Deși se menținea pe poziția de adeziune la partida Bisericii, totuși Welf I și-a redus susținerea pentru antirege.
În 1089 fiul lui Welf, Welf al II-lea, s-a căsătorit cu Matilda de Toscana, întărind astfel relația cu papalitatea. Totuși, după ce fiul său a divorțat de Matilda în 1095, Welf I și-a îmbunătățit relațiile cu Henric al IV-lea și, drept urmare, a fost reconfirmat ca duce de Bavaria.
După despărțirea de prima sa soție, Welf s-a recăsătorit cu Iudita de Flandra, fiică a contelui Balduin al IV-lea de Flandra și văduvă a contelui Tostig Godwinson de Northumbria.
După moartea tatălui său, Azzo, în 1097 Welf a încercat să intre în posesia proprietăților acestuia de la sud de Alpi, însă nu a reușit să se impună în fața mai tânărului său frate vitreg, Fulco I d'Este.
Welf a participat la Cruciada din 1101 alături de Guillaume al IX-lea de Aquitania, Hugue de Vermandois și Ida de Austria. Principalul său succes a fost evitarea unei ciocniri între cruciații care prădau teritoriul bizantin în drumul spre Constantinopol, și mercenarii pecenegi ai împăratului bizantin, Alexie I Comnenul.
Cruciada s-a încheiat însă dezastruos în Anatolia. După ce au trecut de Heraclea în septembrie, bavarezii lui Welf, ca și alte contingente de cruciați, au căzut în ambuscada pusă la cale de trupele sultanului Kilij Arslan I al selgiucizilor și au fost masacrate.
Welf a reușit să scape din acest masacru, însă a murit pe drumul de întoarcere, în Cipru, fiind înmormântat ulterior în Abația Weingarten. El a fost succedat ca duce al Bavariei de fiul său care a devenit Welf al II-lea.

## Căsătorii și descendenți
Welf s-a căsătorit întâi cu Etelinda de Northeim care a fost repudiată în 1070.
Probabil din 1071 Welf s-a căsătorit cu Iudita de Flandra. Urmașii lor au fost:
- Welf (1072–1120), s-a căsătorit în 1089 cu Matilda de Toscana;[6]
- Henric (d. 13 decembrie 1126), s-a căsătorit cu Wulfhilda de Saxonia;[6]
- Kunizza (d. 6 martie 1120) căsătorită cu Frederick Rocho, conte de Dießen.